# Ockragult ängsfly
Ockragult ängsfly (Eremobia ochroleuca) är en fjärilsart som beskrevs av Ignaz Schiffermüller 1776. Ockragult ängsfly ingår i släktet Eremobia och familjen nattflyn. Enligt den finländska rödlistan är arten nationellt utdöd i Finland. Arten är reproducerande i Sverige. Artens livsmiljö är torra och karga åsmoar. Inga underarter finns listade i Catalogue of Life.

## Bildgalleri

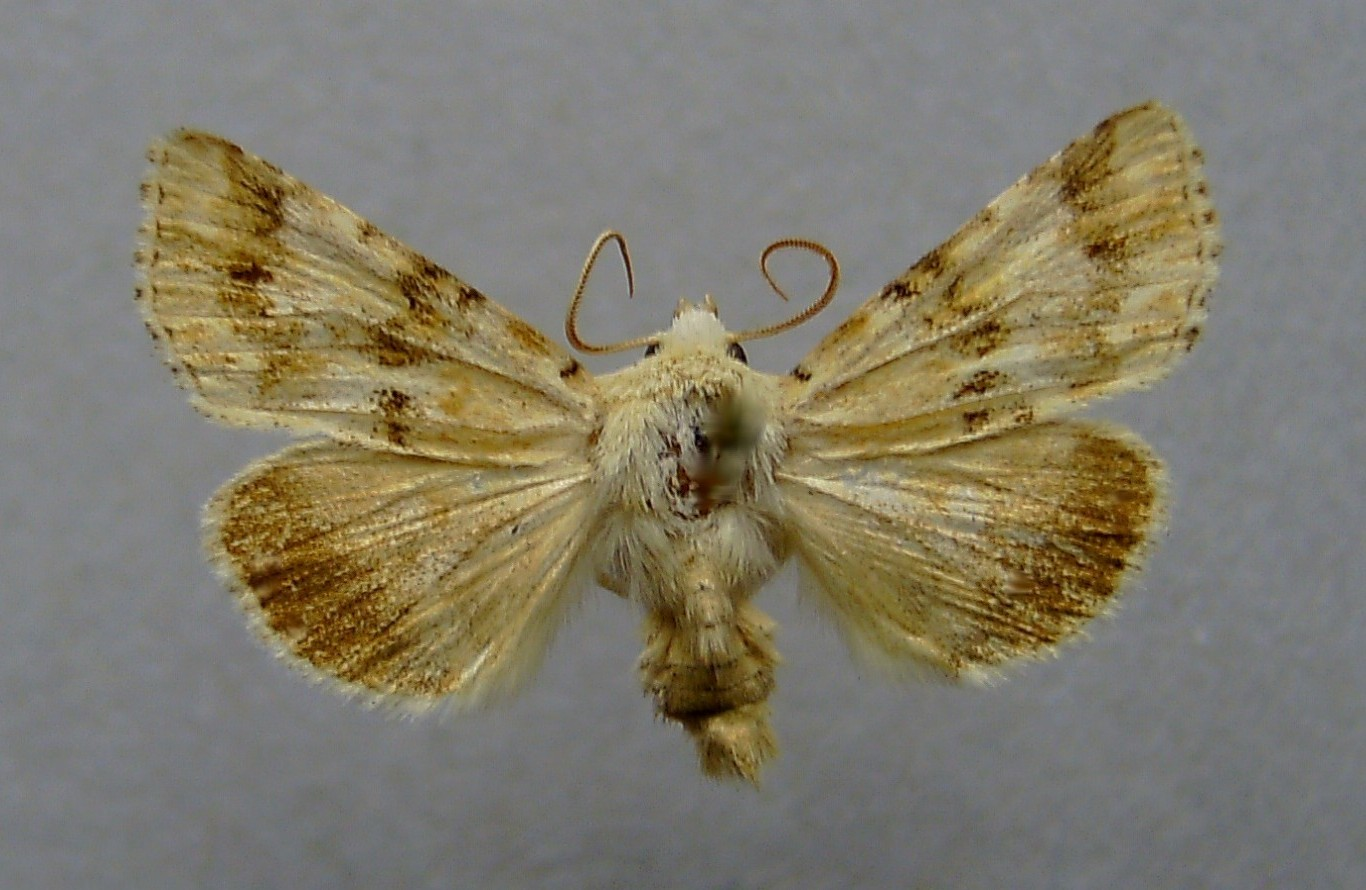
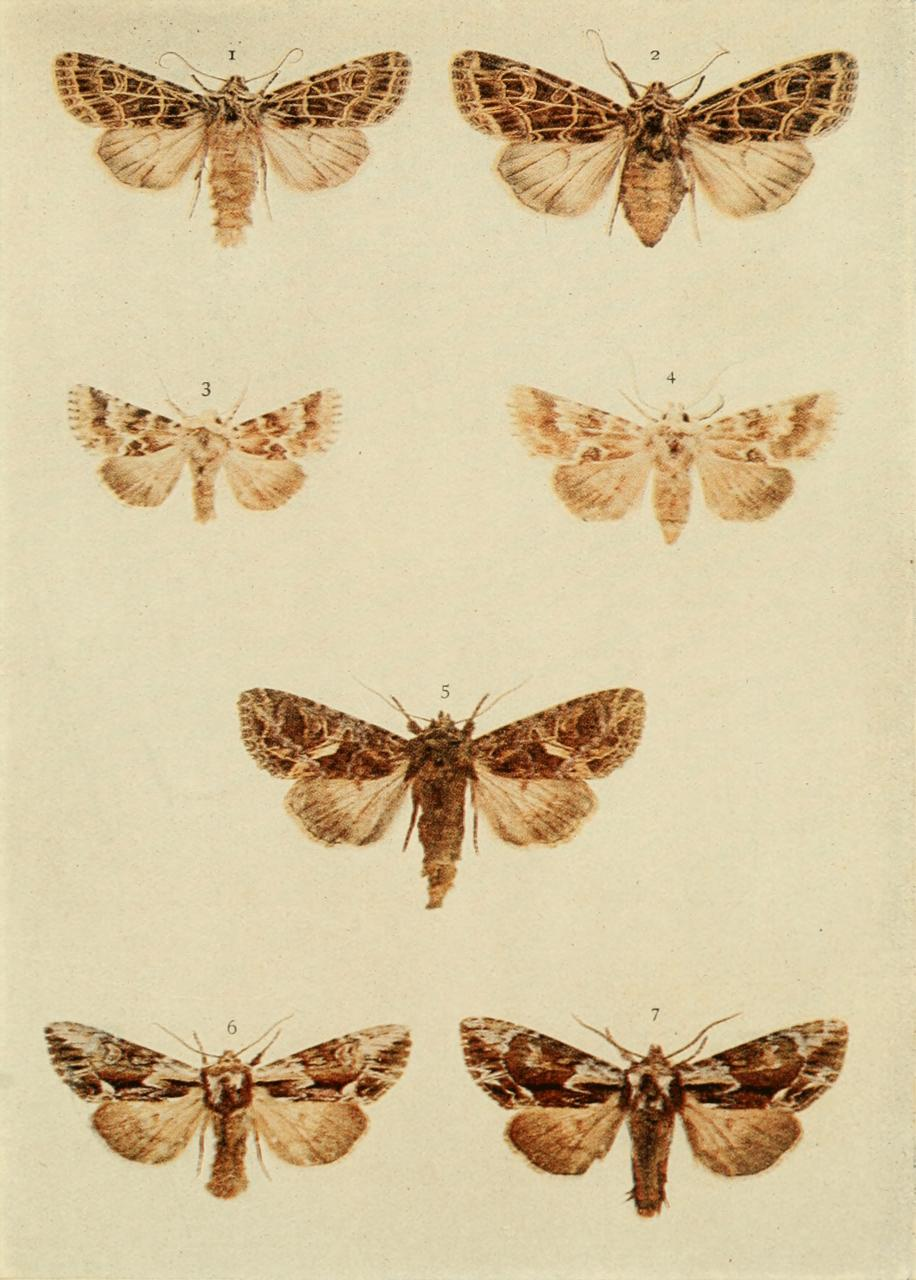